# دویر
دویر (به عربی: دویر) یک منطقهٔ مسکونی در لبنان است که در استان نبطیه واقع شده‌است.

## خصوصیات
دویر ۱۰ کیلومترمربع مساحت دارد ۴۲۰ متر بالاتر از سطح دریا واقع شده‌است.